# Club Deportivo Puertollano
El Club Deportivo Puertollano fou un club de futbol de la localitat de Puertollano, a Castella-La Manxa.

## Història
El club té les arrels en la fundació el 24 de setembre de 1948 del Calvo Sotelo CF. Amb aquest nom arribà a jugar a Segona Divisió diversos anys des del 1963. L'any 1968 arribà a disputar la promoció d'ascens a Primera. Va perdre la categoria el 1971 i ascendí de nou a segona el 1975, tornant a descendir el 1978. Des d'aleshores es manté entre la Segona B i la Tercera Divisió.
L'evolució del nom del club ha estat la següent:
- 1948-1953: CD Puertollano
- 1953-1988: Calvo Sotelo CF
- 1988-1999: Puertollano Industrial CF
- 1999-2010: UD Puertollano
- 2010-2015: CD Puertollano

### Calvo Sotelo Club de Fútbol
Fundat el 24 de setembre de 1948, com Calvo Sotelo Club de Fútbol a l'aixopluc de l'Empresa Nacional Calvo Sotelo, durant es seus primers anys de vida jugà a categoria regional. La temporada 1949-50 ascendí a Tercera Divisió, on jugà catorze temporades, essent-ne campió cinc cops. La temporada 1963-64 ascendí a Segona Divisió, on jugà set temporades consecutives, arribant a jugar una Promoció a Primera. La temporada 1970-71 baixà a Tercera, retornant a Segona la temporada 1974-75, i descendint a Segona B la temporada 1977-78. Després de sis temporades en aquesta categoria, retornà a Segona la temporada 1983-84, baixant a Segona B l'any següent, i a Tercera, per una reorganització de la categoria, a continuació.

### Puertollano Industrial
L'abandonament del suport de l'empresa mare, portà el club a una fase de decadència, fins que, en començar la temporada 1988-89, adoptà el nom Puertollano Industrial Club de Fútbol. Romangué entre Tercera i categoria regional, obtenint com a major èxit la Copa Federació de futbol l'any 1994.

### Unión Deportiva Puertollano
L'any 1999 el club es fusionà amb el Puertollano CF (club que jugava a categoria regional) i EF Puertollano, esdevenint Unión Deportiva Puertollano. Fou campió de Tercera la temporada 1999-00, repetint triomf i ascens a Segona B sis temporades més tard.

### Club Deportivo Puertollano
El 3 de juliol de 2010 adoptà la denominació Club Deportivo Puertollano. La temporada 2011-12 descendí a Tercera administrativament, per impagaments econòmics. El 9 de juliol de 2014 no ascendí a Segona B per la impossibilitat de pagar un aval de 400.000€ i un any més tard es dissolgué. Un nou club anomenat Calvo Sotelo de Puertollano Club de Fútbol fou creat el 2015.

## Futbolistes destacats
- José Luis Violeta
- Ramon Aumedes i Sarri
- Manuel Polinario Poli
- José María Encontra
- Josep Pau Garcia Castany
- Ramon Alfonseda i Pous
- Roberto Gil Esteve
- Nando Yosu
- Teófilo Dueñas
- Antonio Biosca
- Fabián Muñoz Fernández
- Manuel Zúñiga